# Superliga (Russia)
La Superliga russa (in russo Чемпионат России Суперлига?), nota anche come Russian Superleague, abbreviato in RSL, era il massimo campionato nazionale di hockey su ghiaccio organizzato in Russia e succedette il campionato di hockey della CSI. Fu considerato a livello globale il secondo campionato per rilevanza, dietro solo alla lega nordamericana della National Hockey League (NHL). La Superliga rimase nel corso della sua esistenza la massima divisione nel sistema professionistico russo, composto anche dalle due divisioni inferiori, la Vysšaja Liga e la Pervaja Liga.
La lega cessò le proprie attività al termine della stagione 2007/2008, vinta dalla Salavat Julaev Ufa, per fare spazio alla nuova Kontinental Hockey League, campionato aperto anche ad altre nazioni dell'ex Unione Sovietica. La KHL assorbì tutte e 20 le squadre appartenenti alla Superliga, portando il totale a 24 grazie all'iscrizione di squadre straniere.

## Storia
Le origini della Superliga risalgono al vecchio Campionato sovietico di hockey su ghiaccio, fondato nel 1946. L'era sovietica fu dominata alla formazione affiliata all'Armata Rossa, la CSKA Mosca, vincitrice di 32 delle 46 edizioni disputate. La lega si sciolse nel 1992 a causa del crollo dell'Unione Sovietica. Dopo la sua trasformazione graduale in Campionato della Comunità degli Stati Indipendenti, la lega cambiò nome in "Russian Hockey League" nel 1996. Da allora fino al 1999 il campionato fu espressamente riservato alle sole formazioni russe, mentre dopo con il cambio di denominazione in "Russian Superleague" l'iscrizione fu aperta anche a squadre di altre nazioni; nonostante ciò nessuna formazione straniera si unì alla lega.

## Squadre (2007–08)

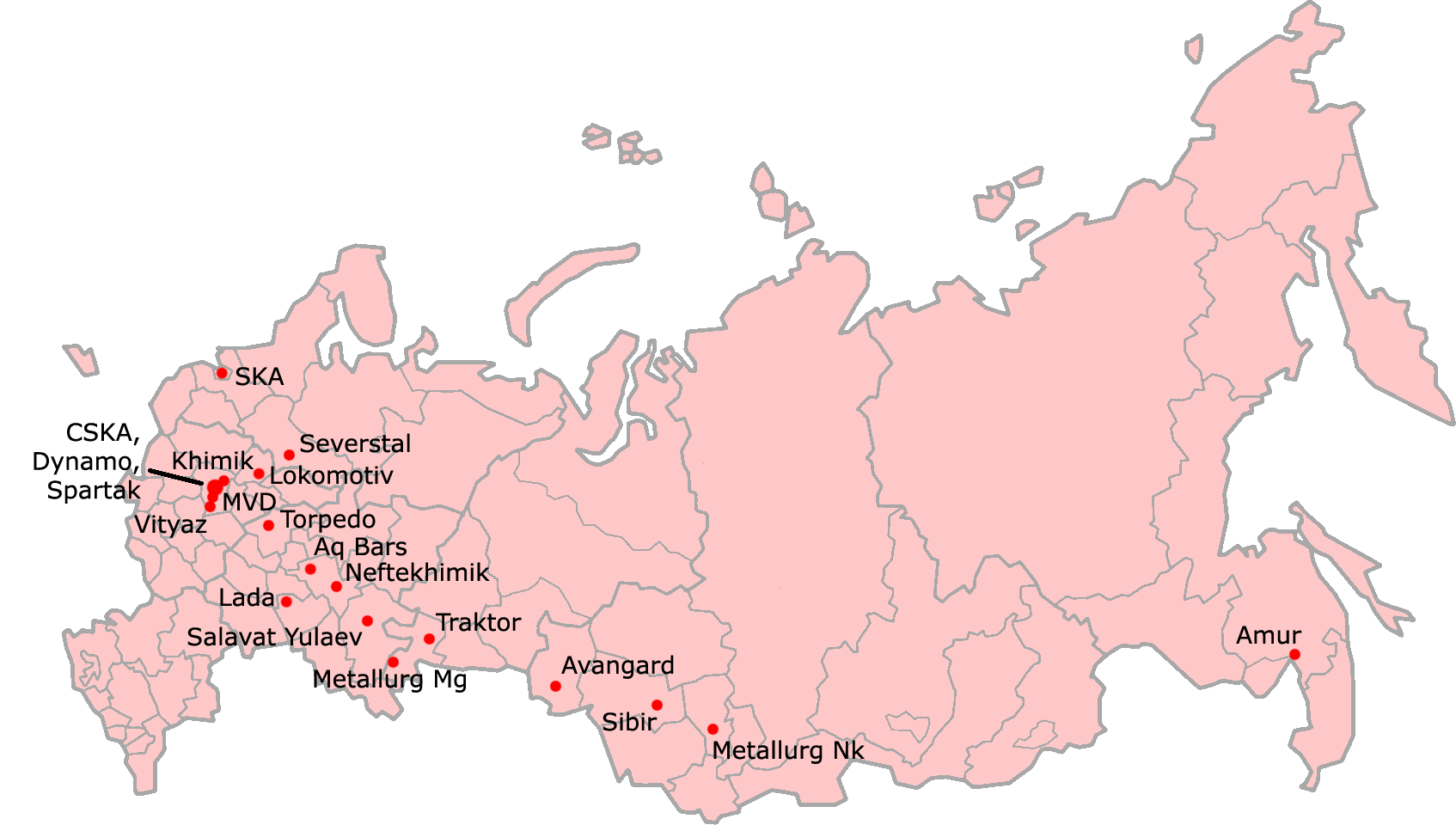
Squadre partecipanti alla Superliga 2007-2008

Le venti squadre iscritte all'ultima stagione della Superliga (2007–08).
- Amur Chabarovsk
- Avangard Omsk
- Ak Bars Kazan’
- Chimik Voskresensk
- CSKA Mosca
- Dinamo Mosca
- Lada Togliatti
- Lok. Jaroslavl’
- Magnitogorsk
- Metallurg Novok.

- MVD
- Neftechimik
- Salavat Julaev
- Severstal’
- Sibir’ Novosibirsk
- SKA Pietroburgo
- Spartak Mosca
- Torpedo N. Novg.
- Traktor Čeljabinsk
- Vitjaz' Čechov

## Competizione
Il formato del campionato prevedeva una prima fase di stagione regolare, seguita poi dai play-off. Le partite seguirono il formato stabilito dalla International Ice Hockey Federation, a differenza della NHL.
Nel corso della stagione regolare ciascuna squadra affrontò le altre per tre volte (due gare in casa/una in trasferta o viceversa). In totale le partite disputate erano 57. In caso di parità al termine della partita, venivano disputato cinque minuti di tempi supplementari, seguiti solo se necessario dagli shootout. Per una vittoria nel tempo regolamentare venivano attribuiti 3 punti, 2 per un successo oltre il sessantesimo minuto, 1 per una sconfitta ai supplementari o ai rigori e 0 punti per una sconfitta.
Le migliori 16 squadre si qualificavano ai playoff. Ciascuna serie di playoff era al meglio delle cinque gare. La squadra vincente era proclamata campione di Russia.

## Albo d'oro
- 2008 -  Salavat Julaev
- 2007 -  Magnitogorsk
- 2006 -  Ak Bars Kazan’
- 2005 -  Dinamo Mosca
- 2004 -  Avangard Omsk
- 2003 -  Lok. Jaroslavl’
- 2002 -  Lok. Jaroslavl’
- 2001 -  Magnitogorsk
- 2000 -  Dinamo Mosca
- 1999 -  Magnitogorsk
- 1998 -  Ak Bars Kazan’
- 1997 -  Torpedo Jaroslavl'